# Бу німа бу, або Хара-кірі проти Кінг-Конга
«Бу німа бу, або Хара-кірі проти Кінг-Конга» — радянський художній фільм 1990 року, знятий режисером Нізамі Махмудовим на студії «Телетрон».

## Сюжет
Музично-пригодницький фільм про двох братів-близнюків, розлучених у ранньому дитинстві. Випадково вони зупиняються в одному готелі. Але перш ніж брати зустрінуться, одному з них — співакові — доведеться битися на рингу, а іншому — каратисту — заспівати на естраді. Та й кохані дівчата внесуть чималу смуту в цю зустріч…

## У ролях
- Даврон Гаїпов — Хасан / Хусейн
- Фіруза Рахімова — Гуля
- Обід Асомов — Кінг-Конг
- Аброр Турсунов — Ахмед
- Марина Гончарова — Азіза
- Едуард Пак — Хара-кірі
- Лариса Широкова — Ханум
- Абдусамат Хікматов — Му-му
- Світлана Норбаєва — мати
- Абід Таліпов — епізод
- Ібрагім Аскаров — епізод
- Володя Давтян — епізод
- Марина Давтян — епізод
- Хожамкул Ходжакулов — епізод

## Знімальна група
- Режисер — Нізамі Махмудов
- Сценарист — Нізамі Махмудов
- Оператори — Кучкар Карімов, Нажміддін Гулямов
- Композитор — Даврон Гаїпов